# Linoclostis
Linoclostis is een geslacht van vlinders van de familie sikkelmotten (Oecophoridae), uit de onderfamilie Xyloryctinae.

## Soorten
- L. brachyloga Meyrick, 1917
- L. gonatias Meyrick, 1908
- L. musicodes Meyrick, 1910